# Симпсоны (сезон 36)
Тридцать шестой сезон мультсериала «Симпсоны» транслируется на телеканале «Fox» с 29 сентября 2024 года. Сериал был продлён на 36-й сезон 26 января 2023 года.
В качестве приглашённых звёзд сезона выступят: Джон Сина («Bart’s Birthday»), Ричард Грант («Desperately Seeking Lisa») и др.
Для серии «Treehouse of Horror XXXV» Хорхе Гутьеррес выступит приглашённым аниматором вступительной последовательности.
В августе 2024 года, на D23: The Ultimate Disney Fan Event, было объявлено что премьра четырёх эпизодов состоится эксклюзивно на Disney+. Один из этих эпизодов — двухсерийный рождественский эпизод "O C'mon All Ye Faithful", а два других - "The Past and the Furious" и "Yellow Planet" .
Также в этом сезоне:
- в серии «The Yellow Lotus» Симпсоны столкнутся со смертью во время отдыха на элитном курорте[7];
- Лиза переживёт жуткое злоключение в тёмном мире арт-сцены в центре Столицы («Desperately Seeking Lisa»)[7][4];
- дедушка Симпсон раскроет своё тайное прошлое частного детектива 1980-х («Shoddy Heat»)[7];
- эпизод «Treehouse of Horror Presents: Simpsons Wicked This Way Comes» будет состоять из 3 странных историй на основе рассказов Рэя Брэдбери, которые расскажет персонаж Энди Серкиса[7][3];
- одна из серий будет посвящена Неду Фландерсу, размышляющему о смерти Мод Фландерс и Эдны Крабаппл, потому что никогда не поздно эмоционально справиться с прошлой травмой;
- кроме того один из эпизодов станет как бы духовным продолжением серии 7 сезона «22 Short Films About Springfield», но с сюжетным поворотом[3].

## Список эпизодов
| № общий | № в сезоне | Название | Режиссёр                      | Автор сценария                         | Дата премьеры    | Произв. код     | Зрители в США (млн) |
| --- | ---------- | --- | ----------------------------- | -------------------------------------- | ---------------- | --------------- | ------------------- |
| 769 | 1          | «День рождения Барта» «Bart’s Birthday»                                                                                        | Роб Оливер                    | Джессика Конрад                        | 29 сентября 2024 | 35ABF15         | 1,08                |
| Серия – пародия на финал «Симпсонов», с мероприятием, которое ведёт Конан О’Брайен. По сюжету «финала» Барт отмечает самый шокирующий день рождения своей жизни — ему 11. В то же время жизни всех в Спрингфилде изменяются навсегда… Приглашённые звёзды: Дэнни Де Вито в роли Герба Пауэлла, Марк Прокш в роли Hack-GPT, Эми Седарис в роли Мэгги; Конан О’Брайен, Сет Роген, Джоэл Макхейл, Джон Сина и Том Хэнкс в роли самих себя |            | |                               |                                        |                  |                 |                     |
| 770 | 2          | «Жёлтый лотос» «The Yellow Lotus»                                                                                              | Мэттью Фонан                  | Лони Стил Состханд                     | 6 октября 2024   | 35ABF08         | 0,89                |
| На элитном курорте «Жёлтый лотос» Симпсоны проводят отдых, в который вложили деньги много лет назад. Во время отдыха они сталкиваются с атмосферой напряжения от других отдыхающих и даже смертью… Приглашённые звёзды: Келси Грэммер в роли Сайдшоу Боба, Хлоя Файнман в роли Таши, Джей Фэрроу в роли Дредерика Татума |            | |                               |                                        |                  |                 |                     |
| 771 | 3          | «Отчаянно ищу Лизу» «Desperately Seeking Lisa»                                                                                 | Мэттью Настук                 | Тим Лонг                               | 20 октября 2024  | 35ABF18         | 2,02                |
| Однажды ночью Лиза переживает жуткое злоключение в тёмном мире арт-сцены в центре Столицы… Приглашённые звёзды: Ричард Грант в роли британского голоса и Джулиана, Молли Шеннон в роли Кати, Трейси Леттс в роли самого себя |            | |                               |                                        |                  |                 |                     |
| 772 | 4          | «Дрянное тепло» «Shoddy Heat»                                                                                                  | Габриэль ДеФранческо          | Джефф Уэстбрук                         | 27 октября 2024  | 35ABF16         | 0,98                |
| Раскопанный труп открывает незавершённое дело в Спрингфилде 1980-х годов, а также напряжённые отношения между молодыми дедушкой Симпсоном и Агнес Скиннер. Первый раскрывает своё тайное прошлое частного детектива. Приглашённые звёзды: Тофер Грейс в роли Билли О’Доннелла |            | |                               |                                        |                  |                 |                     |
| 773 | 5          | «Дом ужасов на дереве 35» «Treehouse of Horror XXXV»                                                                           | Тимоти Бэйли                  | Роб ЛаЗебник, Дэн Веббер и Мэтт Селман | 3 ноября 2024    | 35ABF13         | 3,18                |
| - Пародия на фильм «Тихоокеанский рубеж». Гигантские красный и синий монстры, созданные политическим гневом, грозят разорвать город на части. - Викторианского мистера Бёрнса в День благодарения пугают призраки его работников, над которыми издевались. - «Denim» (с англ. — «Деним») — Пародия на фильм «Веном». Гомер сближается с парой инопланетных джинсов в незабываемом приключении.                                         |            | |                               |                                        |                  |                 |                     |
| 774 | 6          | «Женщины в короткометражках» «Women in Shorts»                                                                                 | Эрик Кениг                    | Кристин Нангл                          | 10 ноября 2024   | 35ABF17         | 0,83                |
| 775 | 7          | «„Дом ужасов на дереве“ представляет: Страшные Симпсоны грядут» «Treehouse of Horror Presents: Simpsons Wicked This Way Comes» | Дебби Брюс Махан              | Джессика Конрад                        | 24 ноября 2024   | 35ABF14         | 2,69                |
| 776 | 8          | «Удобные авиалинии»» «Convenience Airways»                                                                                     | Роб Оливер                    | Лони Стил Состханд                     | 8 декабря 2024   | 36ABF01         | 1,70                |
| 777 | 9          | «Гомер и её сёстры» «Homer and Her Sisters»                                                                                    | Мэттью Настук                 | Ник Дахан                              | 15 декабря 2024  | 36ABF03         | 1,47                |
| 778779 | –          | «Ну же, верные» «O C'mon All Ye Faithful»                                                                                      | Дебби Брюс Махан Мэттью Фонан | Кэролин Омайн                          | 17 декабря 2024  | 35ABF21 35ABF22 | н/д                 |
| 780 | 10         | «Человек, который слишком много летал» «The Man Who Flew Too Much»                                                             | Стивен Дин Мур                | Эл Джин                                | 22 декабря 2024  | 36ABF02         | 0,91                |
| 781 | 11         | «Бутылочный эпизод» «Bottle Episode»                                                                                           | Габриэль ДеФранческо          | Роб ЛаЗебник и Джонни ЛаЗебник         | 29 декабря 2024  | 36ABF04         | 3,31                |
| 782 | –          | «Прошлое и ярость» «The Past and the Furious»                                                                                  | Майк Фрэнк Полчино            | Роб ЛаЗебник                           | 12 февраля 2025  | 35ABF19         | н/д                 |
| 783 | 12         | «Фландши внутреннего Симпсона» «The Flandshees of Innersimpson»                                                                | Крис Клементс                 | Дэн Веббер                             | 30 марта 2025    | 36ABF05         | 0,62                |
| 784 | 13         | «Последний полнеющий человек» «The Last Man Expanding»                                                                         | Тимоти Бэйли                  | Дж. Стюарт Бернс                       | 6 апреля 2025    | 36ABF06         | 0,69                |
| 785 | 14         | «P.S., Я ненавижу тебя» ««P.S., I Hate You»                                                                                    | Майк Фрэнк Полчино            | Сезар Мазарьегос                       | 13 апреля 2025   | 36ABF07         | 0,59                |
| 786 | –          | «Жёлтая планета» «Yellow Planet»                                                                                               | Тимоти Бэйли                  | Дж. Стюарт Бернс                       | 22 апреля 2025   | 35ABF20         | н/д                 |
| 787 | 15         | «Лига Эйба их Мо» «Abe League of Their Moe»                                                                                    | Роб Оливер                    | Джоэль Х. Коэн                         | 27 апреля 2025   | 36ABF08         | 0,73                |
| 788 | 16         | «Стю лжёт» «Stew Lies» | Дебби Брюс Махан              | Броти Гупта                            | 4 мая 2025       | 36ABF09         | 0,63                |
| 789 | 17         | «Полное сердце, пустой бассейн» «Full Heart, Empty Pool»                                                                       | Крис Клементс                 | Джефф Уэстбрук                         | 11 мая 2025      | 36ABF10         | 0,69                |
| 790 | 18         | «Очень чужие дела» «Estranger Things»                                                                                          | Мэттью Настук                 | Тим Лонг                               | 18 мая 2025      | 36ABF11         | 0,54                |

1. ↑  Серии без номера в сезоне являются эксклюзивными эпизодами для «Disney+».